# Luigi Merati
 (octobre 2018).
Si vous disposez d'ouvrages ou d'articles de référence ou si vous connaissez des sites web de qualité traitant du thème abordé ici, merci de compléter l'article en donnant les références utiles à sa vérifiabilité et en les liant à la section « Notes et références ».
Luigi Merati est un dessinateur de bande dessinée né à Limbiate (Italie) le 13 décembre 1944.

## Biographie
En 1960, il débute par des bandes dessinées sur la vie des explorateurs pour l’Instituto Missioni Estere. En 1970, il réalise des épisodes de la série Eroica pour Dardo en 1970, créée graphiquement Kosmos pour Mondadori et produit des bandes érotiques pour Edifumetto. En 1977, il entre dans l’équipe des dessinateurs de Bonelli où il illustre Joselito, Mister No (avec Vincenzo Monti) (paru en France chez Mon journal), Il piccolo ranger (Miki le ranger paru aux éditions Lug). En 1978-79, il signe Viet Nam pour les éditions Eden et réalise divers récits pour Corrier Boy comme le western Willy West (texte de Cannata). Dans les années 1990, il abandonne un temps la bande dessinée pour se consacrer à l’illustration (pour De Agostini, Curcio ou d'autres éditeurs). En 2002, il publie Diabolik (Un piccolo imprevisto) et Dolorès dans Spécial Rodéo (textes de Jean-Marc Lainé).